# 박지원 (1982년)
박지원(본명: 박성민, 1982년 2월 25일 ~ )은 대한민국의 미스코리아 출신 배우이다.

## 프로필
- 출생 : 1982년 2월 25일(43세)
- 신체 : 168cm, 48kg, B형
- 학력 : 숙명여자대학교 무용학과
- 수상 : 2006년 미스코리아 미 & 미스 서울 미

## 방송
- 《일지매》 (SBS, 2008년)
- 《크크섬의 비밀》 (MBC, 2008년)
- 《내조의 여왕》 (MBC, 2009년) - 정 비서 역
- 《폭풍의 연인》 (MBC, 2010년) - 미애 역
- 《장옥정, 사랑에 살다》 (SBS, 2013년) - 설향 역[1]
- 《주군의 태양》 (SBS, 2013년) - 루이 장 아내 역[2]
- 《트라이앵글》 (MBC, 2014년) - 화란 역[3]

## 같이 보기
- 2006년 미스코리아
- 미스코리아 서울